# Africactenus simoni
Africactenus simoni är en spindelart som beskrevs av Keith Hyatt 1954. Africactenus simoni ingår i släktet Africactenus och familjen Ctenidae.
Artens utbredningsområde är Kamerun. Inga underarter finns listade i Catalogue of Life.